# Parafia św. Anny w Jersey City
Parafia św. Anny w New Jersey (ang. St. Ann's Parish) – parafia rzymskokatolicka położona w Jersey City w stanie New Jersey w Stanach Zjednoczonych.
Jest ona wieloetniczną parafią w archidiecezji Newark, z mszą św. w j. polskim dla polskich imigrantów.
Ustanowiona w 1911 roku i dedykowana św. Annie.

## Nabożeństwa w j.polskim
- Niedziela – 10:30